# Зайнутдинова, Алина Альбертовна
Алина Альбертовна Зайнутдинова (26 мая 1997, Уфа) — российская футболистка, полузащитница казанского «Рубина».

## Биография
Воспитанница уфимской ДЮСШОР-10. Помимо большого футбола выступала в мини-футболе, становилась лучшим игроком и серебряным призёром детско-юношеского первенства России 2009/10. Принимала участие в студенческих соревнованиях по мини-футболу в составе команды БашГУ.
В большом футболе много лет выступала за клуб первого дивизиона России «Уфа». В 2016 году забила 4 гола в финальном турнире первого дивизиона, однако её команда финишировала лишь на 12-м месте. Вызывалась в расширенный состав юниорской сборной России до 17 лет (2013).
В 2021 году перешла во вновь основанный клуб «Рубин» (Казань), проводивший дебютный сезон в высшем дивизионе. Первый матч за клуб сыграла 21 марта 2021 года против ЦСКА, заменив на 63-й минуте Ксению Бондареву. Со временем закрепилась в стартовом составе клуба. Всего в первом сезоне сыграла 18 матчей в чемпионате.
В 2023 году перешла в красноярский «Енисей». В январе 2025 года вернулась в «Рубин».